# Kakas-hegy (Gyergyói-havasok)
A Kakas-hegy (románul: Vârful Cocoșelului) a Gyergyói-havasok vaslábi csoportjának 1112 m magas délnyugati nyúlványa a Gyergyói-medence délkeleti peremén. A hegy északnyugati lábánál fekszik Vasláb falu a DN12-es főút mentén. Déli oldalában külszíni dolomitbánya található.